# Bristol Beaufighter
Bristol Beaufighter – ciężki, dwusilnikowy samolot myśliwski konstrukcji brytyjskiej z okresu II wojny światowej.

## Historia

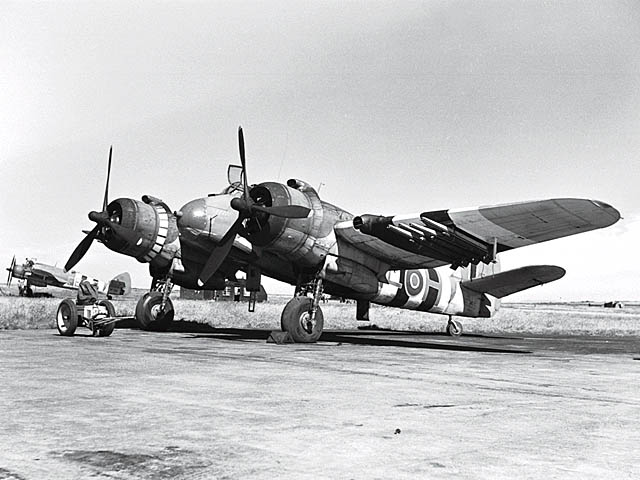
Bristol Beaufighter Mk. X uzbrojony w rakiety, należący do 404. Squadronu RCAF-u z RAF Coastal Command, 21 sierpnia 1944 roku

Powstał jako modyfikacja samolotu bombowo-torpedowego Bristol Beaufort. W przeciwieństwie do Beauforta Beaufighter okazał się bardzo udanym samolotem używanym na prawie wszystkich frontach II wojny światowej w roli myśliwca nocnego, samolotu szturmowego, a także samolotu torpedowego. Samolot skonstruowano jako prywatny projekt firmy Bristol Aeroplane Company zgodnie ze specyfikacją F.11/37 opublikowaną przez brytyjskie Ministerstwo Lotnictwa. Pierwszy lot prototypu odbył się 17 lipca 1939 roku, zaledwie osiem miesięcy po rozpoczęciu prac projektowych. Tak krótki okres powstania maszyny wskazuje, że w dużej mierze musiał się on opierać na poprzedniej konstrukcji. Zamówienie na 300 egzemplarzy nowego samolotu zostało złożone już na dwa tygodnie przed pierwszym lotem.
Różnice w konstrukcji pomiędzy Beaufortem a Beaufighterem były stosunkowo niewielkie. Nowy myśliwiec wykorzystywał prawie niezmieniony kadłub bombowca, niezmieniony został także ogon i w znacznej mierze skrzydła. Najpoważniejszą różnicą była zmiana silników Bristol Taurus na znacznie mocniejsze Bristol Hercules. Ze względu na większe wibracje, konieczne było inne rozwiązanie mocowania nowych silników do skrzydeł polegające na znacznym wysunięciu ich przed krawędź natarcia skrzydeł. Taki sposób zamocowania jednostek napędowych spowodował przesunięcie środka ciężkości samolotu do przodu i aby temu zaradzić, usunięto dużą część dziobu maszyny, która w bombowcu Beaufort odgrywała rolę kabiny celowniczego. Poprzez taką modyfikację kadłuba Beaufigther uzyskał bardzo charakterystyczną sylwetkę z wysuniętymi przed dziób maszyny śmigłami.
Najpoważniejszą zmianą w samym kadłubie było zabudowanie komory bombowej i umieszczenie tam strzelających do przodu czterech działek Hispano-Suiza kalibru 20 mm.
Jako samolot myśliwski Beaufighter miał dość znaczną masę około 7000 kg i dość małą prędkość maksymalną, ale był to jedyny samolot tego typu, który był wówczas dostępny dla RAF-u (z powodów problemów z silnikami nie podjęto wówczas produkcji znakomicie rokującego Westlanda Whirlwinda).
Innym powodem sukcesu Beaufightera był szczęśliwy dla niego zbieg okoliczności, iż zaczął on schodzić z linii produkcyjnej w tym samym czasie, kiedy pojawił się pierwszy angielski radar lotniczy. Ponieważ główne uzbrojenie Beaufightera zamontowane było w komorze bombowej, część nosowa była praktycznie pusta i można tam było bez problemu umieścić bardzo dużą aparaturę radarową i odpowiednie anteny. Zamontowanie radaru jeszcze bardziej zwiększyło wagę myśliwca (do ponad 9000 kg), ale nadal był on wystarczająco szybki, aby bez problemu przechwytywać niemieckie bombowce.
W miarę pojawiania się ulepszonych wersji silnika Hercules montowano je w nowych egzemplarzach Beaufightera. Zastosowanie nowszych jednostek napędowych nie zmieniło w znaczący sposób osiągów maszyny, skutkując jedynie wzrostem udźwigu uzbrojenia. Po wejściu do służby znakomitych De Havilland Mosquito samoloty te przejęły zadania myśliwców nocnych, a cięższe Beaufightery zostały przesunięte do zadań patrolowych (poszukiwanie okrętów podwodnych i zwalczania żeglugi nieprzyjaciela) i szturmowych.

## Wersje
Mk. I

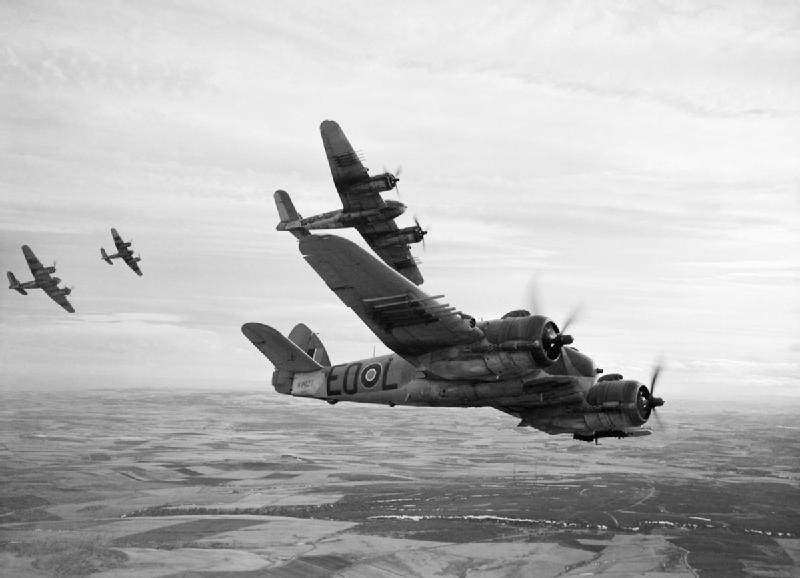
Cztery Beaufightery należące do 404. dywizjonu RCAF-u w lutym 1945 roku

Pierwsza wersja produkowana seryjnie. Weszła do służby jesienią 1940 roku. Napędzana była silnikami gwiazdowymi Bristol Hercules III, każdy o mocy 1044 kW (1400 KM). Osiągał prędkość 497 km/h na wysokości 4572 m, chociaż oczekiwano, że będzie ona wynosiła 540 km/h, czyli dorówna prędkości Hawker Hurricane. Pierwsze 50 egzemplarzy wersji Mk. I było uzbrojonych w cztery działka kalibru 20 mm. W następnych maszynach dodano sześć km kalibru 7,7 mm w skrzydłach. W ostatnich 120 maszynach wersji Mk. I zamontowano silnik Hercules XI. Łącznie wyprodukowano 300 maszyn wersji Mk. I. Samolot niezbyt dobrze nadawał się do roli dziennego myśliwca, ponieważ jednak zwiększała się liczba nalotów nocnych na Wyspy, przerobiono go na nocny myśliwiec, montując w jego nosie radar AI Mk. IV i w służbie zastąpił w tej roli Blenheima Mk. IF. Z chwilą opracowania podwersji IC wersję tę oznaczono Mk.IF. Podwersja Mk.IC, morska przeznaczona była do służby w RAF Coastal Command. Samoloty te wyposażano w możliwość przenoszenia bomb i wykorzystywano do ataków na cele nawodne (np. statki), jak i naziemne. W wersji Mk. IC usuwano karabiny w skrzydłach, a w ich miejsce montowano dodatkowe zbiorniki paliwa.
Mk. II

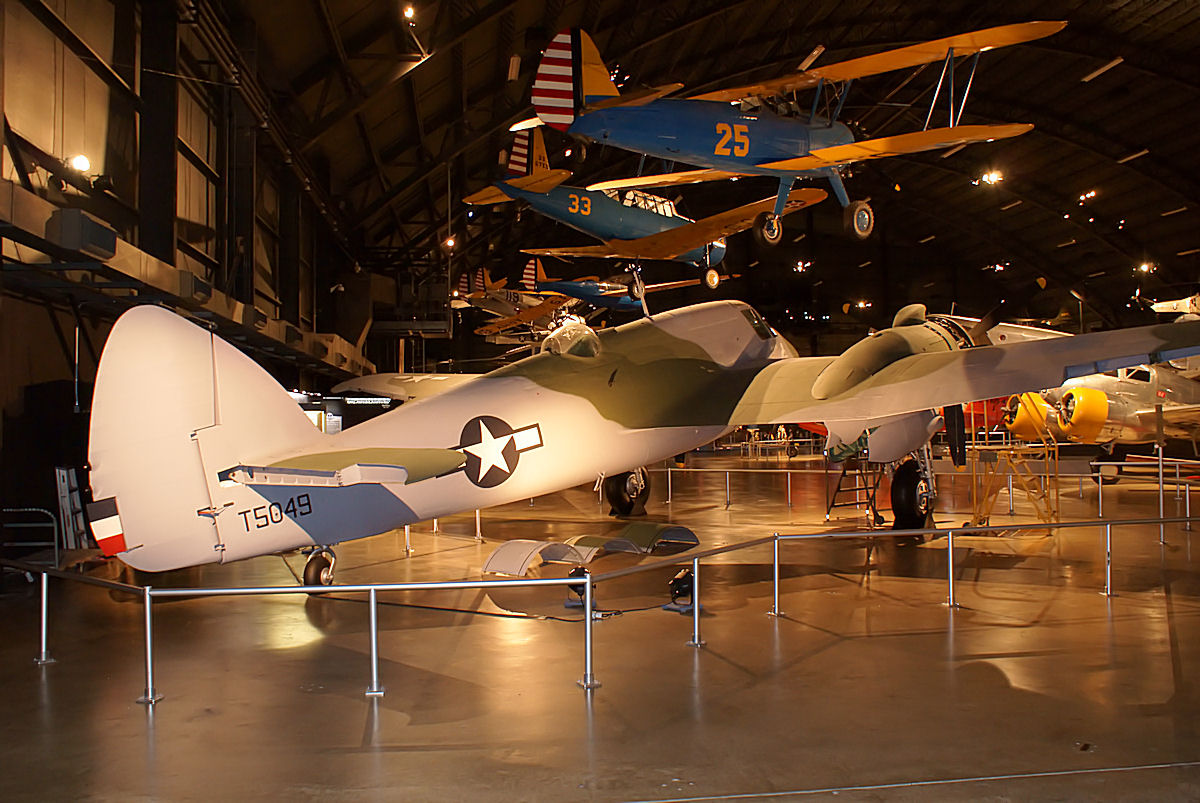
Beaufighter Mk. IC w zbiorach National Museum of the United States Air Force

Z uwagi na trudności z dostępnością silników gwiazdowych Hercules (priorytet miały bombowce napędzane tymi silnikami), rozpoczęto prace nad wersją napędzaną silnikiem rzędowym chłodzonym cieczą Rolls-Royce Griffon. Ponieważ jednak i w tym wypadku priorytet miały bombowce Fairey Barracuda, wersję tę wyposażono ostatecznie w silniki rzędowe chłodzone cieczą Rolls-Royce Merlin XX o mocy 1280 KM przejęte z linii produkcyjnej dla bombowca Lancaster łącznie z jego okapotowaniem. Produkowano tylko wersję nocnego myśliwca Mk. IIF. Wersja ta, pomimo słabszych silników, była szybsza od wersji Mk. IF na dużych wysokościach, ale z drugiej strony wydłużyła się droga startu. Ponadto z uwagi na innych kształt osłon silnika i rozkład mas w samolocie znacznie pogorszyły się jego właściwości lotne, zwłaszcza stateczność podłużna. Z tego powodu w ostatnich egzemplarzach zamontowano przed statecznikiem pionowym dodatkową płetwę. Zmianę tę zastosowano też na ostatnich egzemplarzach wersji Mk. I. Dowództwo RAF Fighter Command zrezygnowało jednak z tej modyfikacji dla swoich nocnych myśliwców, uważając, że samoloty te stają się zbyt stabilne jak dla swoich zadań nocnego myśliwca. Zmianę tę miały wersje produkowane dla RAF Coastal Command.
Mk.III

Wersja eksperymentalna z potrójnym statecznikiem pionowym. Nieprodukowana seryjnie.
Mk. IV

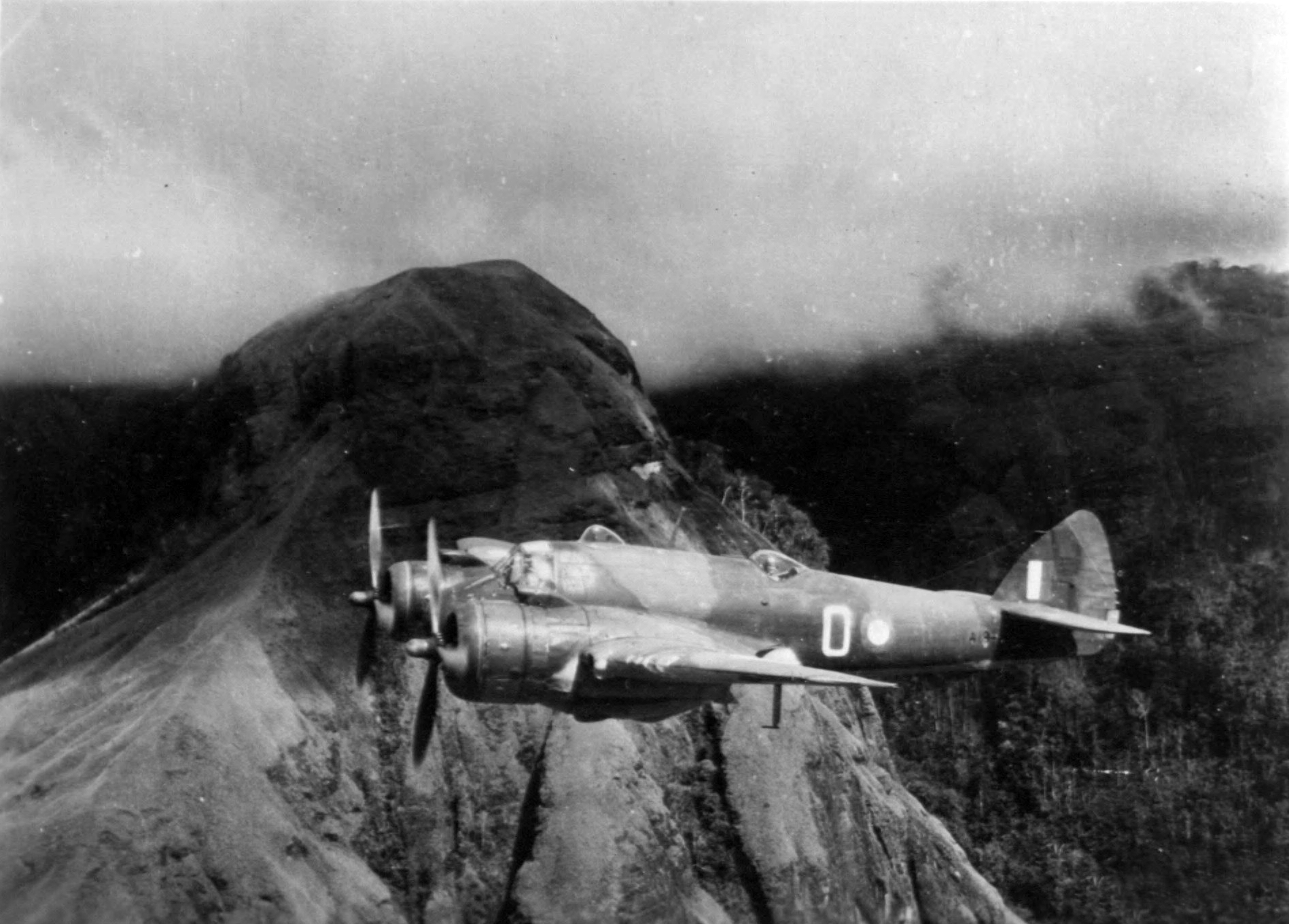
Beaufighter z 30. Squadronu RAAF-u nad Górami Owena Stanleya w Papui-Nowej Gwinei w 1942 roku

Jak wersja Mk. III, ale napędzana silnikami Rolls-Royce Griffon. Też nieprodukowana seryjnie.
Mk.V

Jak wersja Mk.II wyposażona w grzbietową wieżyczkę Boulton Paul z czterema km. Zbudowano cztery egzemplarze.
Mk. VI

Nowa wersja, produkowana od wiosny 1942 roku, była napędzana silnikami Hercules VI o mocy 1230 kW (1650 KM) każdy. Produkowano dwie odmiany Mk. VIC – morską – dla RAF Coastal Command oraz Mk.VIF, nocny myśliwiec, wyposażoną w radar AI Mk.VIII. Pod koniec 1942 roku Mk.VIC wyposażono w możliwość przenoszenia jednej torpedy. Tak zmodyfikowane egzemplarze oznaczono Mk.VIC (ITF) – interim torpedo fighters. Samoloty te zastąpiły w tej roli samoloty Beaufort.
Mk. VII

Wersja tylko w stadium projektu z nowymi silnikami i czterołopatowymi śmigłami.
Mk. VIII i Mk.IX

Oznaczenie przeznaczone dla wersji mających być produkowanych w Australii. Nie zbudowano ani jednego egzemplarza.
TF Mk. X

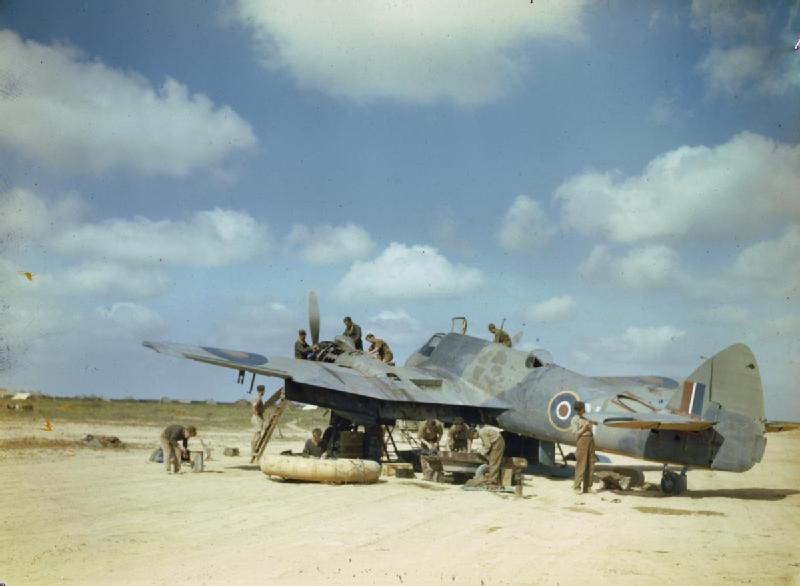
Beaufighter obsługiwany przez mechaników na afrykańskiej pustyni

Ponieważ silniki Hercules VI montowane na wersji Mk.VIC najlepsze osiągi miały na dużych wysokościach, a większość zadań, jakie wykonywała ta wersja, miała miejsce na małych wysokościach, opracowano nową wersję silnika Hercules XVII o mocy 1294 kW (1735 KM) już na wysokości 152 m. Silniki te zamontowano na płatowcu Mk.VIC, a nową maszynę oznaczono jako TF Mk.X, znaną też pod nazwą Torbeau. Załoga tej wersji składała się zazwyczaj z dwóch osób, ale można było też zabrać trzecią osobę do pomocy przy zrzucie torpedy. Dzięki nowemu wyposażeniu elektronicznemu zdolny on był wykonywać ataki torpedowe z poziomu grzbietu fal morskich. W wersji tej usunięto sześć karabinów ze skrzydeł i w ich miejsce zamontowano dodatkowe zbiorniki paliwa, co pozwoliło zwiększyć zasięg maszyny. W osłonie obserwatora zamontowano jeden km do obrony przed atakami z tyłu. Zwiększono też zapas amunicji dla działek z 240 do 283 pocisków na działko. Już na niektórych egzemplarzach wersji Mk. VIC montowano pod skrzydłami uchwyty dla dwóch bomb po 114 kg albo ośmiu rakiet. Stało się to standardem w wersji Mk. X.
TF Mk. XI

Ostatnia wersja brytyjska. Miała ona wzmocnione skrzydła, dzięki czemu pod każdym skrzydłem mogła przenosić bombę o masie do 455 kg. Zmianę tę wprowadzono także w ostatnich schodzących z linii produkcyjnej egzemplarzach wersji Mk.X.
Mk. XII

Wersja tylko w fazie projektu. Miała być wyposażona w nowe silniki Hercules 27 oraz mieć możliwość przenoszenia dodatkowych odrzucanych zbiorników paliwa albo bomb 455 kg pod skrzydłami.
Mk. 21

Produkowana w Australii wersja bazująca na Mk. X. Napędzana była silnikami Hercules XVIII. Wyposażona była w autopilota, pod skrzydłami mogła przenosić bomby do 117 kg albo rakiety. Uzbrojenie stanowiły cztery działka kal. 20 mm w kadłubie i cztery km 12,7 mm w skrzydłach. Nie była wyposażona w radar. Wyprodukowano 365 egzemplarzy.

## Użycie samolotów Bristol Beaufighter
Samoloty Bristol Beaufighter były używane przez 53 dywizjony RAF-u, w tym przez polski 307. Dywizjon „Lwowskich Puchaczy” i 15 dywizjonów Royal Navy. Ponadto maszyny tego typu wykorzystywały siły powietrzne krajów należących do Wspólnoty Narodów, w tym Royal Australian Air Force, Royal Canadian Air Force, Royal New Zealand Air Force i South African Air Force. Poza tym używało ich także amerykański USAAF.
Od 1944 roku wyprodukowano w Australii 365 egzemplarzy samolotów w wersji Mk. 21 nazywanych DAP Beaufighter.
Beaufightery były używane także przez siły powietrzne Portugalii, Turcji, Republikę Dominikany i chwilowo przez lotnictwo Izraela.

## Cechy lotno-pilotażowe
Bristole Beaufightery miały dwie szczególnie determinujące cechy lotno-pilotażowe – bardzo złe właściwości w korkociągu i duże problemy pilotażowe w razie asymetrii ciągu (awaria jednego silnika). Obydwie te cechy wynikały z bardzo złej stateczności kierunkowej i małej skuteczności steru kierunku. Szczególnie źle wyglądało to w wersji IIF z silnikami rzędowymi (zwiększona powierzchnia boczna), nawet w locie ustalonym maszyna „myszkowała”, schodziła też z kierunku podczas startu i lądowania. Bardzo dużo załóg zginęło podczas próby lądowania na jednym silniku, w razie dodania gazu na jedynym pracującym silniku maszyna półbeczką przewracała się na plecy. Z tego też powodu zginął polski dowódca 307. Dywizjonu mjr Antonowicz. Inną cechą była też niewystarczająca moc zespołów napędowych, też najgorzej wypadała tu najsłabsza wersja IIF. W późniejszym okresie wojny maszyny przystosowano do niszczenia celów naziemnych salwami rakiet mocowanych pod płatem.